# Algirdas Kumža
Algirdas Kumža (* 29. November 1956 in Palūkštis, Rajongemeinde Telšiai) ist ein litauischer Jurist, Diplomat und Politiker.

## Leben
1980 absolvierte Kumža das Diplomstudium der Rechtswissenschaft an der Universität Vilnius (VVU). Von 1979 bis 1984 arbeitete er an der VVU in der Studentengewerkschaft, Komsomol und als Hochschullehrer an der Rechtsfakultät. 
Von 1984 bis 1989 war Kumža Sekretär im Zentralkomitee im litauischen Komsomol, von 1989 bis 1990 stellvertretender Abteilungsleiter der Kommunistischen Partei Litauens.
Von 1990 bis 1992 war er Mitglied der Partei Lietuvos liberalų sąjunga und Deputat im Restituierenden Seimas. Er gehörte zu den Unterzeichnern des Aktes zur Wiederherstellung der Unabhängigkeit Litauens am 11. März 1990.
Von 1992 bis 1994 führte Kumža eine private Anwaltskanzlei. Anschließend war er von 1994 bis 1997 als stellvertretender Chefredakteur der Tageszeitung Lietuvos rytas tätig. Während der ersten Amtszeit des Präsidenten Valdas Adamkus (1998 bis 2003) gehörte er zu dessen Beratern für nationale Sicherheit und Außenpolitik. Parallel dazu war er unternehmerisch tätig und von 1999 bis 2006 Vorsitzender der Taras-Schewtschenko-Stiftung. Von 2006 bis 2009 war er litauischer Botschafter in der Ukraine. 2010 bis 2018 leitete er die Abteilung für Internationale Beziehungen und Kommunikation bei ARVI. Er veröffentlichte mehrere Bücher, darunter die Autobiografie Oranžinis romanas: ambasadoriaus užrašai (2022).
Im Jahr 2000 wurde Kumža mit der Litauischen Unabhängigkeitsmedaille („Lietuvos nepriklausomybės medalis“) ausgezeichnet. 2009 erhielt er den Verdienstorden der Ukraine dritter Klasse.
Kumža ist verheiratet. Mit seiner Frau Toma hat er die Söhne Balys und Džiugas und die Töchter Eglė, Marija, Sofija.